# 展望公园 (布鲁克林)
展望公园（英语：Prospect Park）是纽约市布鲁克林区的一个公园，面积2.37平方公里，位于公园斜坡（Park Slope）、展望莱弗茨花园（Prospect-Lefferts Gardens）、肯辛顿（Kensington）、温莎露台（Windsor Terrace）、Flatbush大道（Flatbush Avenue）、大军团广场和布鲁克林植物园之间。
该公园是由奥姆斯特德和沃克斯在完成曼哈顿的中央公园后设计的，景点包括占地90英亩（36公顷）的草地，利奇菲尔德别墅，公园南部原业主，展望公园动物园，船屋，布鲁克林唯一的湖泊。园内还设有体育设施，包括棒球场，网球中心，篮球场，橄榄球场和纽约法式滚球俱乐部。还有贵格会墓地。